# Повстынский сельсовет
Повстынский сельсовет — упразднённая административная единица на территории Слуцкого района Минской области Республики Беларусь.

## Состав
Повстынский сельсовет включает 5 населённых пунктов:
- Заградье — деревня.
- Кублище — деревня.
- Мерешино — деревня.
- Повстынь — деревня.
- Рабак — деревня.